# Воробець Богдан Дмитрович
Воробець Богдан Дмитрович (нар. 11 квітня 1931, Мехув (нині Малопольське воєводство Польщі) — пом. 5 березня 2007, Львів) — український науковець, кандидат фізико-математичних наук, доцент Львівського Національного Університету імені Івана Франка, вчитель математики у Львівському фізико-математичному ліцеї, талановитий шахіст, неодноразовий чемпіон Львова. 

## Життєпис
Богдан Воробець народився 11 квітня 1931 року в містечку Мєхові (нині Малопольське воєводство Польща). Вихованням Богдана займався його батько, оскільки мати померла при пологах. Батько був гімназійним учителем. У роки Другої світової війни сім'я переїхала у Тернопіль, згодом у місто Городенку на Станіславщині. 
Після закінчення школи Богдан Воробець вступив на нафтовий факультет Львівської Політехніки, але провчившись два роки, вирішив, що майбутня професія інженера-геолога його не цікавить, і вступив на фізико-математичний факультет Львівського університету ім. Івана Франка. 
Помер 5 березня 2007 року у Львові. Похований на Голосківському цвинтарі.

## Вшанування пам'яті
З 7 квітня 2011 року Львівською обласною федерацією шахів у Львівському національному університеті проводиться шаховий турнір пам'яті Богдана Воробця.